# David Abulafia
David Samuel Harvard Abulafia (Twickenham, Anglaterra, 12 de desembre de 1949) és un influent historiador britànic particularment interessat en Itàlia, Ibèria i la resta del Mediterrani durant l'Edat Mitjana i el Renaixement. Són destacables en aquest sentit els seus llibres A Mediterranean Emporium: The Catalan Kingdom of Majorca (Cambridge, 1994) i The Western Mediterranean Kingdoms, 1200–1500: The Struggle for Dominion (Londres 1997).
És professor d'Història del Mediterrani a la Universitat de Cambridge des de 2000 i soci de Gonville and Caius College, Cambridge, des de 1974. Va ser degà de la Facultat d'Història en aquesta mateixa universitat entre 2003 i 2005, sent membre del seu consell de govern el 2008.
És membre de la British Academy i de l'Acadèmia Europæa.

## Biografia
Abulafia va néixer a Twickenham, Anglaterra, en una família de jueus sefardites que havia abandonat Espanya l'any 1492, per anar a Galilea i que va viure durant diverses generacions a Tiberíades.
Va ser educat al St Paul's School (Londres) i al King's College (Cambridge).
La seva esposa, Anna Sapir Abulafia, és historiadora de les relacions judeucristianes al Lucy Cavendish College, Cambridge.
Ha publicat una sèrie de llibres sobre la història del Mediterrani. Va començar amb The Two Italies el 1977, on argumentava que ja al segle xii el nord d'Itàlia explotava els recursos agrícoles del sud, la qual cosa va permetre crear les bases de la ulterior expansió mercantil i industrial de la Toscana, Gènova i Venècia. Va editar el cinquè volum de la New Cambridge Medieval History i el volum sobre Itàlia en l'Edat Mitjana central per l'Oxford Short History of Italy; també ha publicat una col·lecció d'estudis sobre la invasió francesa d'Itàlia de 1494-1495 així com el llibre The Mediterranean in History. Ha donat conferències en molts països, com Itàlia, Espanya, Portugal, França, Alemanya, Finlàndia, Noruega, Estats Units, Japó, Israel, Jordània i Egipte.
Entre les seves obres es troba Frederick II: A Medieval Emperor, publicada a Anglaterra el 1988 i reeditada en diverses edicions italianes, on s'analitza la figura de Frederic II de Hohenstaufen des d'una nova perspectiva, criticant el punt de vista de l'historiador alemany Ernst Kantorowicz entorn de Frederic II, a qui Abulafia interpreta com una figura conservadora i no tant com un geni que es va avançar al seu temps.
Ha estat condecorat per l'Ordre de l'Estel pel president de la República Italiana en reconeixement del seu treball sobre la història d'Itàlia, especialment la de Sicília, i també s'ha ocupat de la història catalana, en particular de les illes Balears. Ha centrat el seu interès en la història econòmica del Mediterrani, i en el contacte de les tres religions abrahàmiques en aquest mar. També ha estat autor d'un llibre sobre les primeres trobades entre europeus i les societats natives de l'oceà Atlàntic (les illes Canàries, el Carib i Brasil) entorn de 1492, The Discovery of Mankind: Atlantic Encounters in the Age of Columbus (2008).
L'any 2011 Penguin Books (i als EUA, Oxford University Press New York) van publicar el seu The Great Sea: A Human History of the Mediterranean, un volum amb un acostament a la història del Mediterrani diferent del que va proposar l'historiador francès Fernand Braudel, ocupant-se d'un lapse temporal que abasta des de l'any 22000 a. C. fins a 2010 d. C. El llibre, que ha rebut el "Mountbatten Literary Award" de la Maritime Foundation, es va convertir en un "bestseller" de no-ficció al Regne Unit.

## Obres principals
- The Two Italies: Economic Relations between the Norman Kingdom of Sicily and the Northern Communes, Cambridge 1977.
- Frederick II: A Medieval Emperor, Londres 1988.
- A Mediterranean Emporium: The Catalan Kingdom of Majorca, Cambridge 1994.
- The Western Mediterranean Kingdoms, 1200–1500: The Struggle for Dominion, Londres 1997. - Obra publicada en català per Veles i Vents Edicions "La lluita pel domini de la Mediterrània. La gran expansió catalana del 1200 al 1500" traduiïda per Oriol Ràfols Grifell. Catalunya, 2025.[3]
- The Discovery of Mankind: Atlantic Encounters in the Age of Columbus, New Haven, CT 2008.
- The Great Sea: A Human History of the Mediterranean, Oxford 2011.
- The Boundless Sea: A Human History of the Oceans, Londres 2019.